# Solar Impulse (компанія)

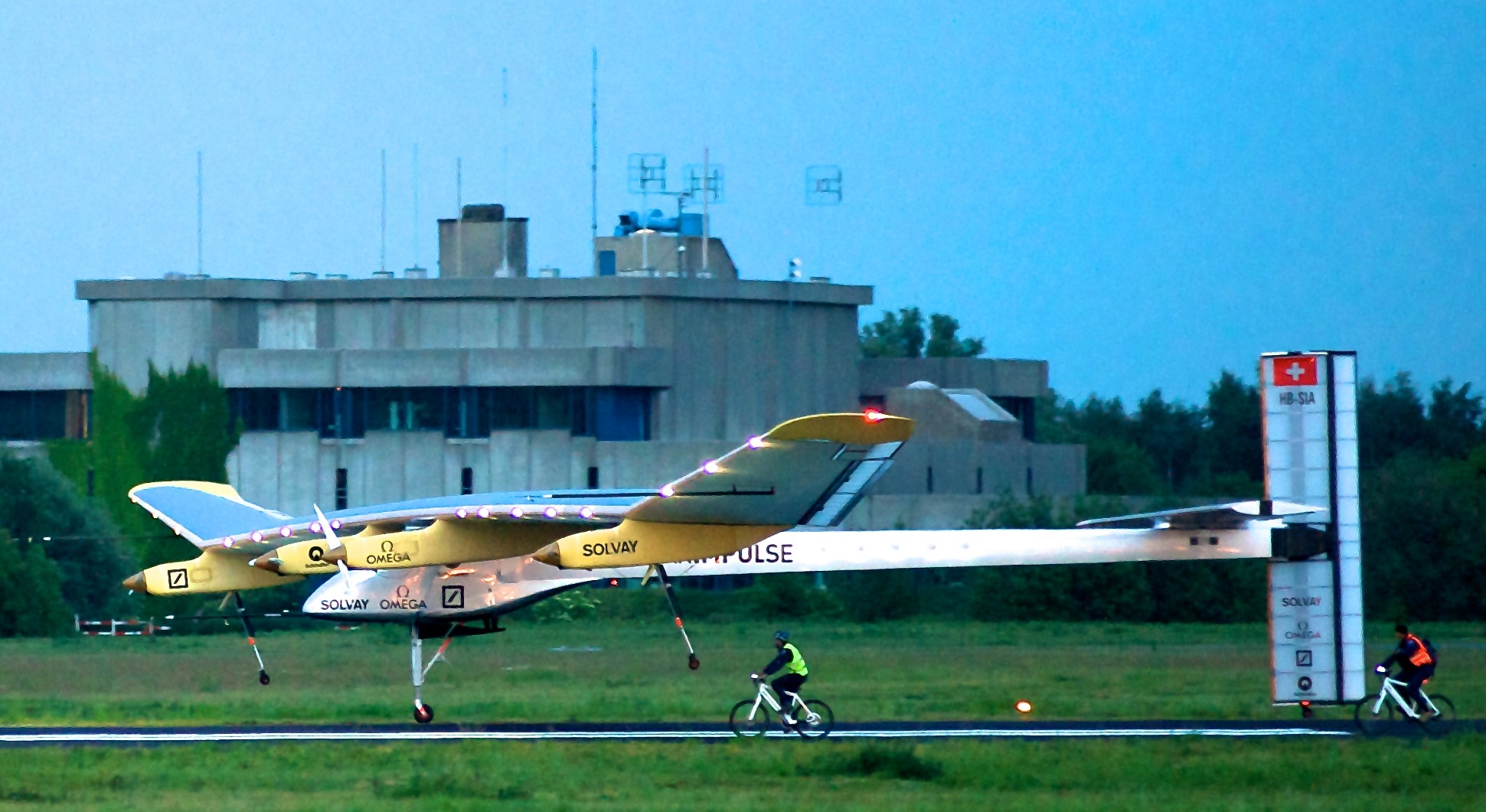
Літак Solar Impulse HB-SIA під час приземлення в аеропорту Брюсселя, 13 травня 2011

Solar Impulse — швейцарська компанія та однойменний європейський проект по створенню літака, що використовує виключно енергію сонця (сонячні батареї).
Керівництво компанії:
- Бертран Пікар (Bertrand Piccard) — ініціатор проекту[1], засновник і голова.
- Андре Боршберг (Andre Borschberg) —  генеральний директор.

Компанія створила перший у світі пілотований літак «Solar Impulse», здатний літати за рахунок енергії сонця необмежено довго, резервуючи енергію в акумуляторних батареях та набираючи запас висоти вдень.